# ويلارد وارن سكوت جونيور
ويلارد وارن سكوت جونيور (بالإنجليزية: Willard Warren Scott, Jr.)‏ هو عسكري أمريكي، ولد في 18 فبراير 1926 في Fort Monroe ‏ في الولايات المتحدة، وتوفي في 2009 في الإسكندرية في الولايات المتحدة.

## وصلات خارجية
- ويلارد وارن سكوت جونيور على موقع إن إن دي بي (الإنجليزية)